# Hommage à Jiří Bulis
Hommage à Jiří Bulis nebo Bulisovi (2015) je tribute album, které vzniklo jako pocta Jiřímu Bulisovi. Projekt iniciovali Martin Kyšperský a Bulisova dcera Lucie.

## Seznam písní
1. Mucha: Neodcházej – 1:58
2. Martin Evžen Kyšperský: Hosté na Zemi – 2:46
3. DVA: Běh života – 3:32
4. Hm...: Tak touhle dobou dědek – 3:39
5. Marta Svobodová: Jak přesmutno – Modrý balon – 3:57
6. Bratři Orffové: Anděl radosti – 2:41
7. Biorchestr: Na ploše ledové – 2:30
8. OTK: Radost má vždycky jen hulvát – 3:19
9. Bonus: Zhasl maják – Nikdo z vás víc mě neuvidí – 4:16
10. Bára Zmeková: Svítá Marie – 3:55
11. Cermaque: Svět patří vám – 4:32
12. Audiofenky: Vánoce za dveřmi – 2:31
13. Zrní: Nekonečný valčík – 3:03
14. David Smečka: Proč ach proč – 3:00
15. Marta Svobodová: Slyšíš letět saně – 3:17

## Ocenění
- nominace na „počin roku“ v rámci cen Vinyla 2015